# Marcel Christophe
Marcel Christophe (19 augustus 1974) is een voormalig voetballer uit Luxemburg. Hij speelde als aanvaller gedurende zijn carrière, voor achtereenvolgens FC Mondercange en FC Differdange 03.

## Interlandcarrière
Christophe kwam in totaal 29 keer (drie doelpunten) uit voor de nationale ploeg van Luxemburg in de periode 1998–2003. Hij maakte zijn debuut op 10 oktober 1998 in de EK-kwalificatiewedstrijd in Warschau tegen Polen, die met 3-0 verloren werd. Zijn 29ste en laatste interland speelde hij op 20 november 2003 in Hesperange tegen Moldavië. In dat vriendschappelijke duel moest hij na 79 minuten plaatsmaken voor Daniel Huss.
| Interlanddoelpunten | Interlanddoelpunten | Interlanddoelpunten | Interlanddoelpunten       | Interlanddoelpunten | Interlanddoelpunten | Interlanddoelpunten |
| #                   | Datum               | Locatie             | Wedstrijd                 | Goal(s)             | Uitslag             | Type                |
| ------------------- | ------------------- | ------------------- | ------------------------- | ------------------- | ------------------- | ------------------- |
| 1                   | 10/03/1999          | Luxemburg           | Luxemburg – IJsland       | 23'                 | 1–2                 | Oefeninterland      |
| 2                   | 06/10/2001          | Belgrado            | Joegoslavië – Luxemburg   | 52'                 | 6–2                 | WK-kwalificatie     |
| 3                   | 17/04/2002          | Hesperange          | Luxemburg – Liechtenstein | 69'                 | 3–3                 | Oefeninterland      |

## Erelijst
- Topscorer Nationaldivisioun

2000 (26 goals)